# Carga de profundidade

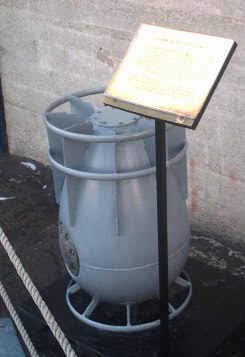
Carga de profundidade utilizada pela marinha dos EUA durante a Segunda Guerra Mundial.

A carga ou bomba de profundidade é a mais antiga arma anti-submarino. O conceito de "largar uma mina" sob os submarinos inimigos foi discutida pela primeira vez em 1911, e a ideia foi desenvolvida quando o Comandante da Royal Navy, Sir George Callaghan, pediu a produção em 1914 da primeira carga de profundidade. Sendo o design trabalhado por Herbert Taylor na escola de torpedos e minas HMS Vernon em Portsmouth.

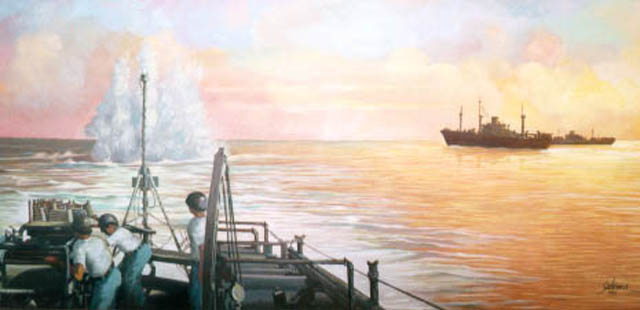
Batalha do Atlântico: Lançamento de bombas de profundidade durante a guerra anti-submarino no litoral brasileiro.

A primeira carga de profundidade eficaz, a "Tipo D", desenvolvida em 1916, era parecida com um barril de 140 kg e continha um explosivo, geralmente TNT. Sendo detonada por uma "pistola" que seria activada pela pressão da água numa profundidade pré-seleccionada, até a 100 metros.
O primeiro mecanismo de lançamento era simplesmente rolar os "barris" por uma prancha para fora da embarcação atacante. Mais tarde, projectores especiais ou "armas-K", foram desenvolvidos, no qual um explosivo lançava as cargas até cerca de 50 metros de um dos lados do atacante.
Embora as explosões padrão na Segunda Guerra Mundial podiam causar alguns danos morais no alvo, o casco de um submarino não romperia, a não ser que a carga detonasse a menos de 5 metros próximo do alvo.

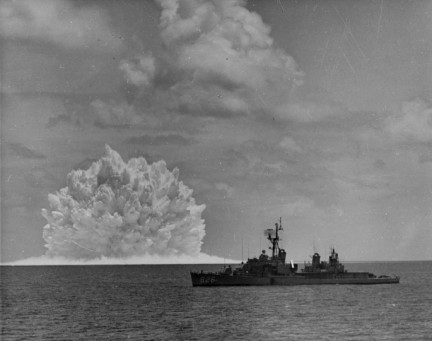
Navio americano testa uma carga de profundidade nuclear lançada por foguete anti-submarino (1962)

A maioria dos submarinos afundados por cargas de profundidade foram destruídos pelos danos acumulados de um longo lançamento do que por uma única carga. Muitos sobreviveram após várias horas de detonações; 678 cargas de profundidade foram lançadas sob o U-427 em Abril, 1945. O U-Boot sobreviveu.
Durante a Guerra Fria as potências nucleares desenvolveram também cargas de profundidade nucleares, com poder de destruição muitas vezes superior e capacidade para destruir ou danificar submarinos a profundidades ainda maiores do que as cargas convencionais.